# بخش اسکیئوتو (شهرستان راس، اوهایو)
بخش اسکیئوتو (به انگلیسی: Scioto Township) یک منطقهٔ مسکونی در ایالات متحده آمریکا است که در شهرستان روس، اوهایو واقع شده‌است.
 بخش اسکیئوتو ۱۰۶٫۱ کیلومتر مربع مساحت و ۲۷٬۷۳۵ نفر جمعیت دارد و ۲۱۸ متر بالاتر از سطح دریا واقع شده‌است.